# Graslandbevloeiing

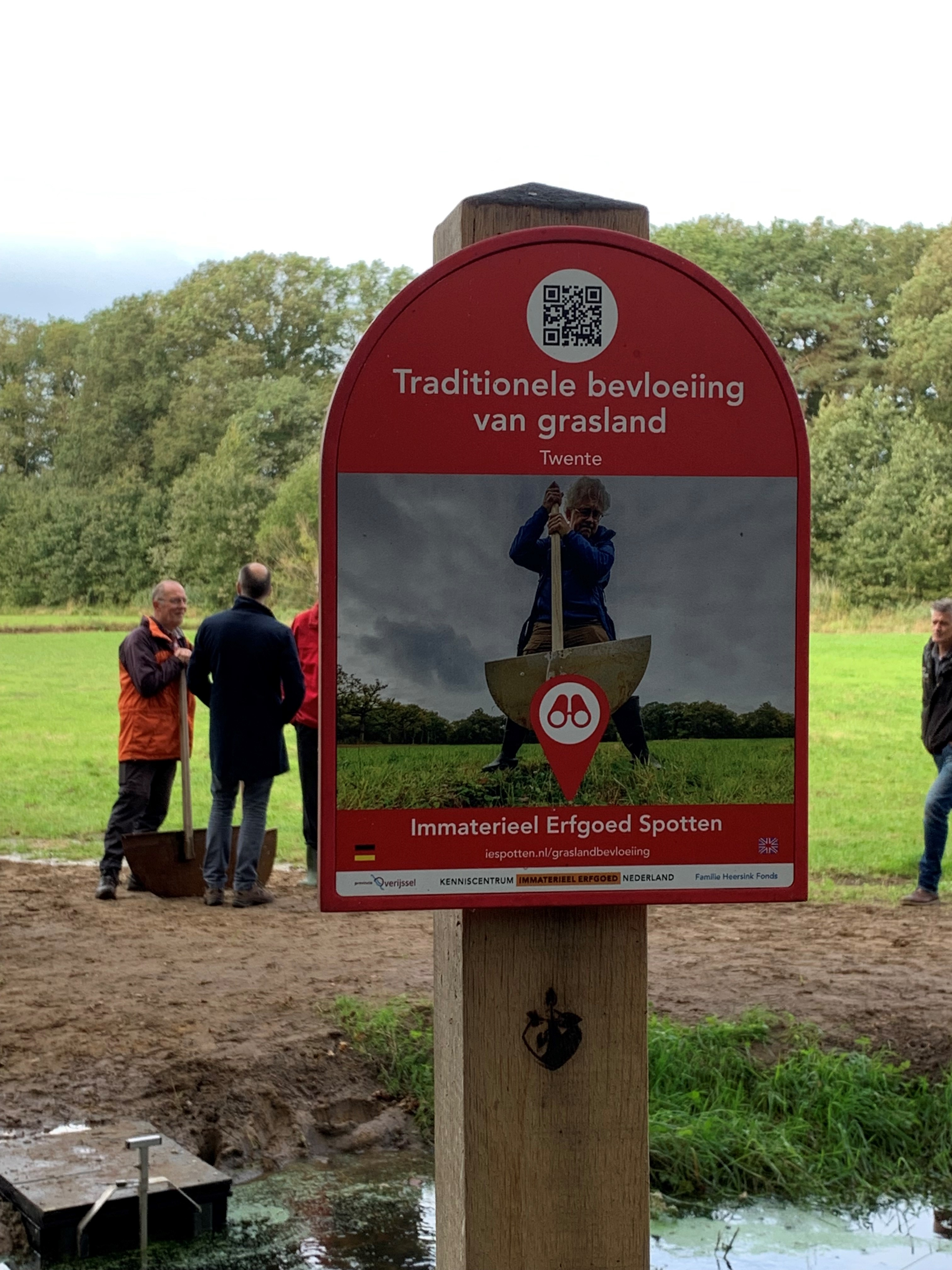
Graslandbevloeiing bij het Lankheet (Haaksbergen, Twente)

Graslandbevloeiing is een irrigatietechniek waarbij water uit een rivier, beek of bron op zo'n manier wordt omgeleid dat het over een weide stroomt. Daarbij wordt gebruik gemaakt van kleine hoogteverschillen.
Door het stromende water komen water en voedingsstoffen op het land terecht, waardoor het land vruchtbaarder wordt, minder snel uitdroogt en beter tegen vorst kan. Het doel was een betere opbrengst van hooi. Het omleiden van het water is een proces dat veel expertise en samenwerking vereist: het gebeurt onder andere door het bedienen van stuwen, het aanleggen van dammen en het graven van geulen. Graslandbevloeiing stimuleert ook de flora en fauna op het land en in de bodem. Het is daarnaast een manier om verdroging tegen te gaan – een van de gevolgen van klimaatverandering.
In Nederland gebruiken twee gemeenschappen deze techniek: Het Lankheet (Overijssel) en De Pelterheggen (in natuurgebied De Plateaux bij Valkenswaard, Noord-Brabant). De kennis gaat daar over van generatie op generatie.

## Geschiedenis
Graslandbevloeiing wordt sinds de Middeleeuwen toegepast. De oudste verwijzing van het gebruik van de techniek in Nederland dateert uit de 14e eeuw.

## Immaterieel erfgoed
Tussen de beoefenaars van graslandbevloeiing in Nederland, Oostenrijk, België, Zwitserland, Duitsland, Luxemburg en Italië bestaan veel internationale contacten. Gezamenlijk hebben deze landen in maart 2022 de techniek  voorgedragen voor de UNESCO-lijst voor immaterieel erfgoed. In december 2023 is deze erkend.
Met het beschermen van immaterieel erfgoed wordt de traditie levend gehouden en worden kennis en vaardigheden doorgeven aan toekomstige generaties. Volgens Unesco is het een ingenieuze techniek, die zorgt voor meer biodiversiteit en vruchtbaardere grond.